# 1-2-3 Allerlei
1-2-3 Allerlei war eine Kindersendung im Fernsehen der DDR. Das „Schülermagazin für Sechs- bis Neunjährige“ wurde zwischen 1980 und 1991 alle zwei bis drei Wochen nachmittags an verschiedenen Werktagen ausgestrahlt. Gezeigt wurden Trick- und Realfilme aus anderen sozialistischen Ländern.
Moderator und Hauptdarsteller war der Schnellzeichner Tom, dargestellt von Thomas Schmitt. Begleitet wurde er während der Sendung von der Zeichentrickfigur Pauline, einem Hamstermädchen, das von Genia Lapuhs synchronisiert wurde.
1-2-3 Allerlei lief zunächst freitags im Vorabendprogramm, ab 1986 mittwochs und 1991 am Samstagvormittag. Die letzte Sendung wurde am 21. September 1991 ausgestrahlt.